# Czerwone (rejon hołowaniwski)
Czerwone (ukr. Червоне) – wieś na Ukrainie, w obwodzie kirowohradzkim, w rejonie hołowaniwskim, w hromadzie Hajworon. W 2001 liczyła 1230 mieszkańców, spośród których 1195 wskazało jako ojczysty język ukraiński, 18 rosyjski, a 17 mołdawski.